# Капингам
Капингам (фр. Capinghem) насеље је и општина у североисточној Француској у региону Север-Па д Кале, у департману Север која припада префектури Лил.
По подацима из 2011. године у општини је живело 1645 становника, а густина насељености је износила 884,41 становника/km². Општина се простире на површини од 1,86 km². Налази се на средњој надморској висини од 40 метара (максималној 49 m, а минималној 34 m).

## Демографија
| 1962. | 1968. | 1975. | 1982. | 1990. | 1999. | 2011. |
| ----- | ----- | ----- | ----- | ----- | ----- | ----- |
| 981   | 996   | 927   | 1.130 | 1.170 | 1.524 | 1.645 |

График промене броја становника у току последњих година